# Vordorf (Dolna Saksonia)
Vordorf – miejscowość i gmina w Niemczech, w kraju związkowym Dolna Saksonia, w powiecie Gifhorn, wchodzi w skład gminy zbiorowej Papenteich.